# 小行星2473
小行星2473（2473 Heyerdahl）是一颗围绕太阳公转的小行星。1977年9月12日，尼古拉·切爾尼赫在克里米亚发现了此天体。
該小行星以挪威探險家索爾·海爾達命名。
这颗小行星的绝对星等为230.8577553780312等。